# Evelyn Acham
Evelyn Acham (* ca. 1991 in Pallisa) ist eine ugandische Klimaschützerin und Mitgründerin des Rise Up Movements. Sie gilt als prominente Stimme der afrikanischen Klimabewegung und setzt sich gegen den Bau der East African Crude Oil Pipeline (EACOP) ein und engagiert sich für Klimagerechtigkeit in Afrika.

## Leben
Acham wuchs in Pallisa im Osten Ugandas auf, wo ihre Familie von der Landwirtschaft lebte. Durch die zunehmenden Auswirkungen der Klimakrise, wie längere Trockenperioden und unberechenbares Wetter, wurde das Überleben der lokalen Gemeinschaft erschwert. So wurde beispielsweise die Bananenplantage ihrer Familie aufgrund der Trockenheit unproduktiv.
Nach ihrem Studium der Landökonomie begann Acham mit einer intensiveren Auseinandersetzung mit der Klimakrise. Inspiriert von ihrer Freundin Vanessa Nakate, die durch einen Solo-Klimastreik in Kampala internationale Aufmerksamkeit erlangte, schloss sie sich der Klimabewegung an. Gemeinsam gründeten sie das Rise Up Movement, eine Plattform für afrikanische Klimaschützer, um ihre Geschichten und Erfahrungen zu teilen.

## Wirken
Achams Engagement zielt darauf ab, das Bewusstsein für die Auswirkungen der Klimakrise in Uganda und weltweit zu schärfen und politischen Druck für nachhaltige Lösungen aufzubauen. Als nationale Koordinatorin des Rise Up Movements organisiert Acham Klimastreiks und setzt sich für den Ausstieg aus fossilen Brennstoffen ein. Sie ist Teil eines weltweiten Netzes von Klimaschützern.
Im Jahr 2019 begann sie, in ihrer Heimatstadt Kampala regelmäßig für das Klima zu demonstrieren. Sie protestierte unter anderem vor Total-Tankstellen gegen den Bau der East African Crude Oil Pipeline, die von Total und CNOOC geplant ist. Die Pipeline soll Rohöl von Uganda an die Küste Tansanias transportieren und wird wegen ihrer Umwelt- und Klimarisiken kritisiert.
Aufgrund von Drohungen und Verhaftungen ist der öffentliche Protest in Uganda jedoch riskant geworden. Bei einer Protestaktion vor dem Parlament in Kampala wurde Acham von der Polizei festgenommen und eingeschüchtert. Dennoch setzt sie ihr Engagement fort und betont: „Ich kann nicht schweigen.“
Im Januar 2022 reiste sie nach Grenoble in Frankreich, um auf die Gefahren der EACOP hinzuweisen und mehr Aufmerksamkeit in Europa für das Projekt zu schaffen. Gemeinsam mit anderen Klimaschützern protestierte sie vor einer Total-Tankstelle mit dem Plakat „We cannot drink oil“ [„Wir können Öl nicht trinken.“].
Während der COP26 im November 2021 in Glasgow hob Acham hervor, dass viele junge Menschen ihr Studium oder ihre Arbeit aufgegeben haben, um Vollzeitaktivisten zu werden, da die Klimakrise dringend sei. Sie kritisierte, dass junge Menschen oft von hochrangigen Klimadiskussionen ausgeschlossen werden.